# Élection présidentielle de 2008 en Illinois

Résultats par comtés

L'Élection présidentielle américaine de 2008 a eu lieu le 4 novembre 2008 en Illinois et dans tout le pays.
En Illinois, Barack Obama, le sénateur de l'État l'a largement remporté avec vingt-cinq points d'avance.

## Élection générale

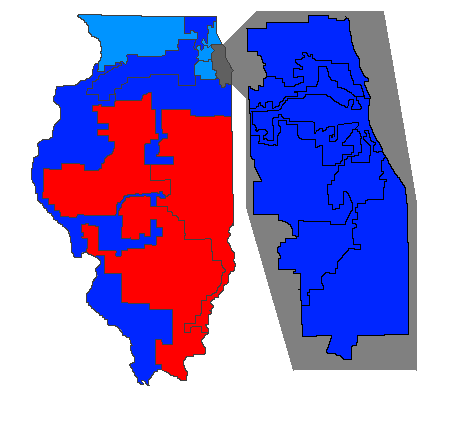
Résultat de l'élection par districts
Districts représentés par un démocrate et ayant voté pour Obama en 2008
Districts représentés par un républicain et ayant voté pour Obama en 2008 (6e • 8e • 13e • 16e)
Districts représentés par un républicain et ayant voté pour McCain en 2008 (15e • 18e • 19e)

| Résultats | Résultats           | Résultats               | Résultats               | Résultats | Résultats | Résultats        |
| Partis    | Partis              | Candidats et colistiers | Candidats et colistiers | Voix      | %         | Grands électeurs |
| --------- | ------------------- | ----------------------- | ----------------------- | --------- | --------- | ---------------- |
|           | Démocrate           | Barack Obama            | Joe Biden               | 3,419,348 | 61.88     | 21               |
|           | Républicain         | John McCain             | Sarah Palin             | 2,031,179 | 36.76     | 0                |
|           | Indépendant         | Ralph Nader             | Matt Gonzalez           | 30,948    | 0.56      | 0                |
|           | Libertarien         | Bob Barr                | Wayne Allyn Root        | 19,642    | 0.36      | 0                |
|           | Vert                | Cynthia McKinney        | Rosa Clemente           | 11,838    | 0.21      | 0                |
|           | Constitutionnaliste | Chuck Baldwin           | Darrell Castle          | 8,256     | 0.15      | 0                |

- Districts représentés par un démocrate et ayant voté pour Obama en 2008
- Districts représentés par un républicain et ayant voté pour Obama en 2008 (6e • 8e • 13e • 16e)
- Districts représentés par un républicain et ayant voté pour McCain en 2008 (15e • 18e • 19e)

## Primaires démocrates

### Vainqueur:Obama
Date de la primaire : 5 février 2008
Le sénateur de l'Illinois Barack Obama domine la primaire de l'Illinois avec 64,57 % des voix contre 32,87 % à sa rivale Hillary Clinton pourtant native de Chicago. Cette primaire qui se déroulait pendant le « super-Thuesday » a permis au sénateur Obama d'accroitre son avance au niveau national en termes de délégués grâce aux 104 des 153 délégués de l'Illinois pendant que l'ex First-Lady Hillary Rodham Clinton n'en récoltait que 49.

## Primaires républicaines

### Vainqueur:McCain
Date de la primaire : 5 février 2008
Le sénateur John McCain obtient 47,45 % des voix dans la primaire républicaine de l'Illinois et la quasi-totalité des délégués (54 sur 56). Mitt Romney arrive en deuxième position avec 28,6 % des voix et deux délégués, suivi par Mike Huckabee (16,46 %) et Ron Paul (5,01 %).

## Résultats par comtés de l’élection présidentielle
| County      | Obama% | Obama#    | McCain% | McCain# |
| ----------- | ------ | --------- | ------- | ------- |
| Adams       | 38 %   | 11 700    | 61 %    | 18 592  |
| Alexander   | 56 %   | 2 189     | 43 %    | 1 692   |
| Bond        | 48 %   | 3 832     | 50 %    | 3 938   |
| Boone       | 51 %   | 11 324    | 47 %    | 10 396  |
| Brown       | 38 %   | 985       | 60 %    | 1 541   |
| Bureau      | 52 %   | 8 872     | 46 %    | 7 902   |
| Calhoun     | 53 %   | 1 421     | 45 %    | 1 221   |
| Carroll     | 52 %   | 3 956     | 47 %    | 3 589   |
| Cass        | 50 %   | 2 690     | 48 %    | 2 617   |
| Champaign   | 58 %   | 48 351    | 40 %    | 33 748  |
| Christian   | 46 %   | 6 912     | 52 %    | 7 869   |
| Clark       | 45 %   | 3 737     | 53 %    | 4 406   |
| Clay        | 38 %   | 2 423     | 61 %    | 3 924   |
| Clinton     | 44 %   | 7 653     | 54 %    | 9 348   |
| Coles       | 51 %   | 11 704    | 48 %    | 10 962  |
| Cook        | 76 %   | 1 608 870 | 23 %    | 482 395 |
| Crawford    | 43 %   | 3 877     | 56 %    | 5 067   |
| Cumberland  | 39 %   | 2 052     | 59 %    | 3 155   |
| DeKalb      | 58 %   | 25 765    | 41 %    | 18 260  |
| DeWitt      | 42 %   | 3 299     | 56 %    | 4 345   |
| Douglas     | 39 %   | 3 226     | 60 %    | 5 001   |
| DuPage      | 55 %   | 227 416   | 44 %    | 182 860 |
| Edgar       | 45 %   | 3 737     | 53 %    | 4 393   |
| Edwards     | 34 %   | 1 140     | 64 %    | 2 136   |
| Effingham   | 31 %   | 5 256     | 67 %    | 11 313  |
| Fayette     | 41 %   | 3 963     | 57 %    | 5 493   |
| Ford        | 35 %   | 2 226     | 64 %    | 4 075   |
| Franklin    | 48 %   | 8 873     | 50 %    | 9 390   |
| Fulton      | 60 %   | 9 722     | 38 %    | 6 244   |
| Gallatin    | 56 %   | 1 587     | 42 %    | 1 211   |
| Greene      | 45 %   | 2 617     | 53 %    | 3 048   |
| Grundy      | 49 %   | 9 134     | 49 %    | 9 144   |
| Hamilton    | 42 %   | 1 794     | 55 %    | 2 353   |
| Hancock     | 43 %   | 3 753     | 55 %    | 4 778   |
| Hardin      | 40 %   | 892       | 59 %    | 1 330   |
| Henderson   | 58 %   | 2 213     | 40 %    | 1 540   |
| Henry       | 53 %   | 13 177    | 45 %    | 11 247  |
| Iroquois    | 34 %   | 4,640     | 64 %    | 8 686   |
| Jackson     | 60 %   | 15,199    | 38 %    | 9 665   |
| Jasper      | 40 %   | 2,063     | 58 %    | 2 963   |
| Jefferson   | 44 %   | 7,460     | 54 %    | 9 293   |
| Jersey      | 48 %   | 5,036     | 50 %    | 5 320   |
| JoDaviess   | 54 %   | 6,392     | 44 %    | 5 163   |
| Johnson     | 31 %   | 1,477     | 67 %    | 3 138   |
| Kane        | 55 %   | 105 592   | 44 %    | 84 223  |
| Kankakee    | 52 %   | 24 719    | 47 %    | 22 508  |
| Kendall     | 53 %   | 23 529    | 46 %    | 20 675  |
| Knox        | 59 %   | 14 165    | 39 %    | 9 396   |
| Lake        | 56 %   | 111 051   | 43 %    | 85 284  |
| LaSalle     | 55 %   | 27 415    | 44 %    | 21 855  |
| Lawrence    | 46 %   | 3 013     | 52 %    | 3 401   |
| Lee         | 48 %   | 7 757     | 51 %    | 8 243   |
| Livingston  | 40 %   | 6 184     | 59 %    | 9 180   |
| Logan       | 41 %   | 5 245     | 58 %    | 7 424   |
| Macon       | 50 %   | 25 419    | 49 %    | 24 901  |
| Macoupin    | 54 %   | 12 071    | 44 %    | 9 879   |
| Madison     | 54 %   | 68 836    | 45 %    | 57 059  |
| Marion      | 48 %   | 8 334     | 50 %    | 8 687   |
| Marshall    | 49 %   | 3 078     | 50 %    | 3 142   |
| Mason       | 52 %   | 3,540     | 46 %    | 3 139   |
| Massac      | 37 %   | 2 693     | 61 %    | 4 371   |
| McDonough   | 52 %   | 6 780     | 46 %    | 6 047   |
| McHenry     | 52 %   | 71 976    | 47 %    | 64 595  |
| McLean      | 50 %   | 37 551    | 49 %    | 36 657  |
| Menard      | 42 %   | 2 704     | 57 %    | 3 672   |
| Mercer      | 55 %   | 4 885     | 43 %    | 3 830   |
| Monroe      | 44 %   | 7 943     | 55 %    | 9 870   |
| Montgomery  | 50 %   | 6 486     | 48 %    | 6 141   |
| Morgan      | 49 %   | 7 458     | 49 %    | 7 585   |
| Moultrie    | 43 %   | 2 663     | 55 %    | 3 466   |
| Ogle        | 45 %   | 11 247    | 53 %    | 13 131  |
| Peoria      | 56 %   | 44 396    | 42 %    | 33 018  |
| Perry       | 47 %   | 4 697     | 51 %    | 5 077   |
| Piatt       | 43 %   | 3 856     | 55 %    | 4 988   |
| Pike        | 40 %   | 3 021     | 59 %    | 4 451   |
| Pope        | 38 %   | 842       | 60 %    | 1 339   |
| Pulaski     | 50 %   | 1 636     | 49 %    | 1 592   |
| Putnam      | 57 %   | 1 900     | 41 %    | 1 376   |
| Randolph    | 49 %   | 7 387     | 50 %    | 7 536   |
| Richland    | 42 %   | 3 177     | 57 %    | 4 320   |
| Rock Island | 62 %   | 42 175    | 37 %    | 25 338  |
| Saline      | 44 %   | 5 082     | 53 %    | 6 096   |
| Sangamon    | 51 %   | 51 176    | 47 %    | 46 857  |
| Schuyler    | 50 %   | 1 896     | 48 %    | 1 830   |
| Scott       | 42 %   | 1 090     | 56 %    | 1 453   |
| Shelby      | 39 %   | 4 236     | 59 %    | 6 390   |
| St. Clair   | 62 %   | 77 896    | 37 %    | 47 005  |
| Stark       | 47 %   | 1 357     | 52 %    | 1 513   |
| Stephenson  | 52 %   | 11 010    | 46 %    | 9 686   |
| Tazewell    | 46 %   | 29 335    | 52 %    | 33 203  |
| Union       | 43 %   | 3 916     | 55 %    | 4 999   |
| Vermilion   | 49 %   | 16 228    | 49 %    | 16 046  |
| Wabash      | 43 %   | 2 462     | 56 %    | 3 252   |
| Warren      | 53 %   | 4 286     | 45 %    | 3 637   |
| Washington  | 42 %   | 3 338     | 56 %    | 4 468   |
| Wayne       | 32 %   | 2 545     | 67 %    | 5 381   |
| White       | 44 %   | 3 315     | 53 %    | 3 985   |
| Whiteside   | 58 %   | 15 587    | 40 %    | 10 867  |
| Will        | 56 %   | 154 691   | 43 %    | 119 049 |
| Williamson  | 42 %   | 12 893    | 56 %    | 17 351  |
| Winnebago   | 55 %   | 69 903    | 43 %    | 53 806  |
| Woodford    | 36 %   | 6 969     | 63 %    | 12 137  |